# Sideroxylon leucophyllum
Sideroxylon leucophyllum är en tvåhjärtbladig växtart som beskrevs av Sereno Watson. Sideroxylon leucophyllum ingår i släktet Sideroxylon och familjen Sapotaceae. Inga underarter finns listade i Catalogue of Life.